# Lübeck Hauptbahnhof
Lübeck Hauptbahnhof – główna stacja i dworzec kolejowy w Lubece, w kraju związkowym Szlezwik-Holsztyn, w Niemczech. Obsługuje około 31 tys. pasażerów dziennie. Do i ze stacji kursuje codziennie 6 par pociągów ze/do Szczecina Głównego.

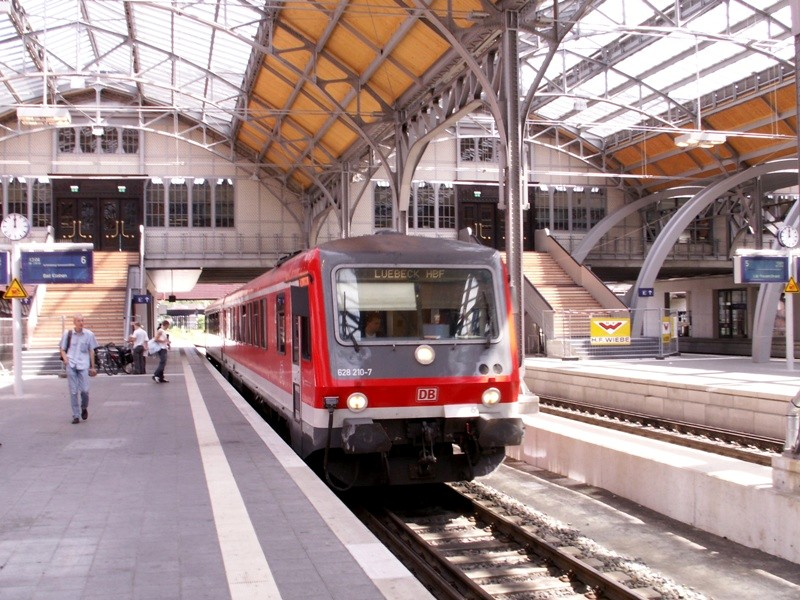
Jeden z peronów stacji

.